# Đánh bom Karrada tháng 7 năm 2016
Vào ngày 3 tháng 7 năm 2016, các vụ đánh bom đã xảy ra tại Baghdad, dẫn đến số lượng lớn người thiệt mạng. Một vài phút sau nửa đêm theo giờ địa phương (2 tháng 7, 21:00 UTC), một vụ đánh bom xe tự sát ở quận Karrada giết chết hơn 200 người và làm bị thương hàng trăm người khác. Khu vực chủ yếu là người Shia có rất đông người mua sắm vào đêm khuya vì lễ Ramadan. Một quả bom bên đường thứ hai được kích nổ ở ngoại ô Sha'ab, giết chết ít nhất năm người.
Nhà nước Hồi giáo Iraq và Levant đã đưa ra tuyên bố chịu trách nhiệm về vụ tấn công này và nêu tên người thực hiện vụ ném bom Karrada là Abu Maha al-Iraq. Theo BBC, đã có báo cáo rằng nguồn gốc của vụ nổ là một xe van đông lạnh chất đầy thuốc nổ. Vụ nổ gây ra một đám cháy lớn trên đường phố chính. Một số tòa nhà, bao gồm cả Trung tâm al-Hadi, đã bị hư hỏng nặng. Đây được coi là vụ đánh bom đẫm máu nhất tại Iraq kể từ năm 2007.